# DJ Lee
Pour les articles homonymes, voir Lee.
DJ Lee est le nom de scène de Michael Lee Bock, il est né à Hambourg en Allemagne en 1970.

## Biographie de DJ Lee
C'est à partir de son 10e anniversaire qu’il achète des albums et des vinyles.
Depuis 15 ans, DJ Lee a mixé dans de nombreux clubs discothèques et fut DJ résident pendant quelques années dans ces différents clubs : Voilà, Traxx, EFX (Hambourg), Heizhouse (Parchim), Viva (Wentorf), et de grands évènement tels que la Love Parade (Berlin) ou le G-Move. Il eut aussi l'honneur de jouer dans de nombreux pays tels que la Norvège, la France, la Suisse, la Pologne, l'Autriche, ou encore le Japon et la Russie.
En 1998, DJ Lee commence avec Andreas Bruhn, l’ex-guitariste du groupe Sisters of Mercy, à produire de la dance en créant les projets TV Junkiez, D.O.N.S, M.L.B. Projekt, Upserver, Earth Bound, Fourth Inc. The Greatest DJ, Da Spacers, Shadows Queens et Scala.
Deux ans plus tard, DJ Lee arrête de travailler avec Andreas et commence à nouveau avec Nils Karsten aka Van Der Karsten.
La carrière de DJ Lee prend un tout nouvel élan avec la création des nouveaux projets comme Megara Vs. DJ Lee, Apollo, Chemistry.
Leur première production commune sera l'hymne vocal trance Dance qui démarre de plein fouet dans les charts allemands, britanniques, italiens, japonais et espagnols. En outre, le premier single de Megara Vs. DJ Lee, "The Megara" apportent aux 2 DJs producteurs de Hambourg énormément de reconnaissance. Quelque temps plus tard, ils sont choisis par EMI Group avec leur hymne trance "Full Intention" qui se place au Top Five au Top 40 DJ.
Leurs singles suivants intitulés "Hold Your Hands Up High", "Human Nature" et "The Musical Society" entrent très facilement dans les hits, et deviennent des hymnes inclus aux playlists des clubs-discothèques. Le succès ne s’arrête pas là et le vidéoclip est déjà joué au Viva Club Rotation. Les publications au Japon, en Australie, Espagne, Italie, Suisse, Pays-Bas parlent toutes seules de l'énorme qualité de ces titres.
DJ Lee & Nils Karsten sont connus pour leurs indubitables sons et ont fixé en peu de temps leur propre style avec une exceptionnelle qualité.
Depuis leur première production, ils sont considérés comme de grands remixers avec des remix exceptionnels d'artistes tels que Starsplash, Darude, DJ Shog, Fragma, Cascada, Rocco (de), Project Medusa Vs. Exor, Special D., Beam Vs. Cyrus Dumonde Vs. Lange, Klubbingman, Marc & Claude, Brooklyn Bounce, Deepforces, Rob Mayth, ...
La qualité est bel et bien toujours là et tout ceci est produit aux studios de Van Der Karsten.
En 2005, ils produisent un nouveau projet U.S. Test concocté avec des sons plus progressifs, visibles sur le titre "Magellan" et sur le nouveau méga hit de Megara Vs. DJ Lee "Outside World" en décembre 2005, sans oublier la sortie exceptionnelle de la nouvelle DJ Lee "Fight Hard".

## Singles
- Blow the Mind
- Tomorrow
- For A Moment
- Outside world
- The Megara 2005
- Fight Hard
- Musical Society
- Human Nature
- Hold Your Hands Up High
- Ready Or Not/Take Me Away
- X-Perience
- Visions Of Love
- Partytime
- Bitch
- Shock!
- The Goddess
- I Know